# Déchets radioactifs générés par la production d'électricité d'origine nucléaire en France
 (octobre 2013).
Si vous disposez d'ouvrages ou d'articles de référence ou si vous connaissez des sites web de qualité traitant du thème abordé ici, merci de compléter l'article en donnant les références utiles à sa vérifiabilité et en les liant à la section « Notes et références ».

Les déchets de haute activité et à vie longue (HAVL) sont les déchets ultimes les plus dangereux de l'énergie nucléaire.

Les déchets radioactifs générés par la production française d'électricité d'origine nucléaire en France comprennent essentiellement les déchets provenant de la fission de l'uranium (et plus généralement la fission des atomes lourds). Ces déchets représentent près de 90 % de l'ensemble des déchets radioactifs produits en France,,,,

## Liste des déchets
On distingue plusieurs grands groupes de déchets générés par la production d'électricité d'origine nucléaire :
- les déchets résultants directement du procédé de fission de l'atome proprement dit (dits aussi déchets de type C) ;
- les déchets technologiques liés au procédé de fission de l'atome (dits aussi déchets de type B) ;
- les autres déchets d'origine diverses (dits aussi déchets de type A):
  - les déchets provenant de l'exploitation des mines d'uranium[5] ;
  - les déchets provenant du raffinage, de la conversion et de l'enrichissement de l'uranium[5] ;
  - les rejets radioactifs liquides et gazeux dans les installations nucléaires en fonctionnement normal ;
  - les rejets radioactifs accidentels liquides ou gazeux ;
  - les sols contaminés par des rejets liquides accidentels ;
  - les déchets produits par les installations de recherche et développement de l'industrie nucléaire[5].

La gestion des déchets radioactifs en France est du ressort de l'Agence nationale pour la gestion des déchets radioactifs (ANDRA).
Les quantités (masses et volumes) données ci-après correspondent à une utilisation nominale et à pleine efficacité du parc des 58 réacteurs électrogènes français pour une production annuelle de 410 TWhe environ. Elles sont l'enveloppe des quantités réelles constatées chaque année. Le mode de traitement des déchets est celui mis en œuvre actuellement qui a pu évoluer dans certains cas par rapport à une situation antérieure.

## Déchets résultants directement de la fission des atomes
On appelle aussi ces déchets déchets de type C. Ce sont des déchets de haute activité et à vie longue (HAVL) dont l'activité est supérieure à un GBq/g.
La réaction nucléaire de fission de l'atome d'uranium 235 en chaîne génère :
- d'une part, et principalement, les produits de fission (PF) (les « cendres » de la fission nucléaire) qui constituent à la fois la partie principale et la plus dangereuse des déchets du procédé ;
- d'autre part, et en quantité nettement moindre, un certain nombre d' « atomes lourds » non fissionnés[Note 2] qu'on appelle les actinides mineurs[Note 3].

Les déchets C rassemblent 99,5 % de l'activité alpha et près de 97,5 % de l'activité bêta et gamma de l'ensemble des déchets radioactifs générés par la production d'électricité. Ils dégagent de la chaleur
En France, la quantité des déchets radioactifs « de procédé » - pour la production d'électricité - est la suivante :
- produits de fission (PF) : quantité nette = 70,2 tonnes par an (1,1 g/an/habitant) ;
- actinides mineurs (AMin) : quantité nette = 2,46 tonnes par an (0,039 g/an/habitant).

À l'usine de retraitement, le combustible est dissous dans l'acide nitrique ; les tubes en zirconium et les embouts en acier inoxydable sont séparés ; les insolubles sont séparés par centrifugation ; l'uranium et le plutonium sont extraits. À l'issue, l'ensemble des PF (y compris les PF stables, non radioactifs) et les AMin se trouvent mélangés par le procédé (actuel) de conditionnement. Ils sont ensuite desséchés et calcinés à l'état d'oxydes pour la plupart, mélangés à de la fritte de verre (du verre pilé) et fusionnés (procédé de vitrification). Le verre fondu est ensuite coulé dans un conteneur standard (CSD-V) en acier inoxydable réfractaire. Une fois conditionnés dans la matrice vitreuse et emballés en conteneur étanche en vue du stockage géologique, la masse et le volume de PF et AMin produite (fonction des performances du procédé de vitrification et la taille des emballages), conteneur en acier inclus, est grossièrement cinq fois supérieure. La technique du « creuset froid » mis en œuvre récemment a permis d'augmenter la proportion de déchets calcifiés mélangé à la matrice de verre. La densité moyenne du colis destiné au stockage géologique est voisine de trois.
Soit donc :
- masse de PF + AMin (conditionnés en vue du stockage) = 360 tonnes par an (5,65 g/an/habitant) ;
- volume PF + AMin (conditionnés en vue du stockage) = 120 m3/an; (soit donc 1,9 cm3/an /habitant = 0,19 centilitre/an/habitant).

Cette estimation est majorante et d’autres évaluations donnent plutôt 4,5 g/an/habitant ou 3,3 g/an/habitant, conditionnement et emballage compris. Toutefois, les ordres de grandeur sont voisins. Au 1er ordre près, les estimations ci-dessus restent les mêmes quel que soit le cycle du combustible mis en œuvre, par exemple si le combustible utilisé est du MOX.
Pour une même quantité d'énergie électrique produite, même si des progrès technologiques (augmentation du rendement thermodynamique des réacteurs ; optimisation du cycle du combustible ; optimisation du conditionnement (augmentation de la teneur en déchet du verre); valorisation de certains déchets; transmutation des déchets en corps stables) sont possibles pour réduire un peu les quantités ci-dessus, les quantités de déchets du procédé strictement dit ne peuvent être significativement réduites; les quantités « conditionnées emballées » peuvent sans doute l'être davantage mais sans doute pas au-delà d'un facteur deux par rapport aux quantités actuellement produites.

### Masse des produits de fission (PF)
La quantité de PF produite par la totalité des 58 réacteurs électrogènes français peut être estimée de façon majorante de façon très simple :
- 1,09 gramme d'atomes lourds fissionnés (majoritairement de l'uranium 235) représente 1 MWjour de chaleur produite[13],[Note 4]
- soit pour 58 (tranches) x 1088,45 (MWélectrique en moyenne par tranche)[14] x 3 (rendement thermodynamique = 0,33)[Note 5] x 340 (jours/an de fonctionnement)[Note 6],[Note 7],[6] = 64 392 600 MWj soit donc 70 217 700 grammes d'atomes lourds fissionnés, ce qui fait 70,2 tonnes de produits de fission par an [Note 8](soit donc une valeur voisine de 1,1 g/an/habitant).

### Masse des actinides mineurs (AMin)
Les actinides mineurs représentent de façon enveloppe 3,5 % de la masse des PF produits, soit donc quantité nette = 0,035 * 70,2  = 2,46 tonnes par an = 0,039 g/an/habitant.

## Déchets «technologiques» directement liés au procédé de fission
Ces déchets, appelés aussi déchets de type B, sont généralement assez fortement radioactifs. Ce sont des déchets de moyenne activité et à vie longue (MA-VL) dont l'activité est supérieure à 1 MBq/g et inférieure à 1 GBq/g.
Il s'agit des structures métalliques constitutives des assemblages combustibles. Ces structures sont activées par le fait qu'elles se trouvent en fonctionnement à l'intérieur du cœur du réacteur ou à son voisinage direct, donc dans un flux neutronique très intense.
Ce sont, principalement : 
- les tubes en zirconium (les gaines des crayons combustibles), dans lesquels se trouve le combustible,
- les grilles de maintien des crayons, en zirconium avec ressort en inconel 718.
- les tubes guide des absorbants de contrôle en zirconium.
- les pieds et tête des éléments combustibles, en acier inoxydable bas cobalt.

En outre se retrouvent au rebut les grappes d'absorbants neutroniques et les sources neutroniques qui font l'objet d'un traitement particulier.
Les principaux produits d'activation à moyenne ou longue période sont :
- Le zirconium, usuellement considéré comme "blanc aux neutrons", présente malgré tout une section efficace de capture en neutrons thermiques conduisant à la formation, à partir du zirconium 92 (abondance naturelle = 17,15 %), de zirconium 93 émetteur bêta d'une période de 1,53 million d'années[Note 11]. La quantité de zirconium 93 formée par activation (n, γ) des gaines est de 5 % du zirconium 93 total formé pour l'essentiel par fission.
- Le nickel 58 (abondance naturelle = 68,0769 %) et le nickel 62 (abondance naturelle = 3,59 %) présents dans l'inconel 718 et l'acier inoxydable s'activent en donnant respectivement du nickel 59 (période 76 000 ans) et du nickel 63 (période 100,1 ans)
- Le fer 54 (abondance naturelle = 5,845 %) présent dans l'acier inoxydable et l'Inconel 718 s'active en donnant du fer 55 (période 2,73 ans)
- Le cobalt présent en faible quantité dans l'acier inoxydable utilisé dans les assemblages combustible s'active en donnant le cobalt 60 (période 5,2714 ans).
- Le molybdène 92 (abondance naturelle = 14,84 %) présent dans l'acier inoxydable et l'Inconel 718 s'active un peu en donnant du molybdène 93 (période 4 000 ans)
- Le chrome 53 présent dans les aciers inoxydable et l'inconel 718 s'active en donnant du manganèse 54 (période 312,1 jours)
- Le niobium présent dans l'Inconel 718 et dans certains inox s'active un peu en donnant du niobium 94 (période 20 300 ans)

L'acide nitrique utilisé à l'usine de La Hague dissout le combustible et la majorité des PF après passage des éléments combustibles dans la cisaille de tête de l'usine (qui n'est rien d'autre qu'un gros «hache paille»). Le zirconium des « coques » — morceaux des tubes de zirconium cisaillés, dont l'allure typique est celle d'un macaroni mal coupé — et l'acier inoxydable des « embouts » se trouvent ainsi séparés des PF et des atomes non fissionnés restant.
Actuellement, les coques et embouts sont mis en étui mince, compactés en galettes dans une presse et mis en conteneur standard (CSD-C) dans l’Atelier de Compactage des Coques (ACC) démarré en 2002. Ce compactage a permis une réduction de volume très importante (près d'un facteur 6) par rapport au mode de traitement antérieur dans lequel les coques et embouts étaient directement mis en vrac dans des futs ensuite cimentés en conteneur béton fibre ou conteneur en amiante ciment.
En configuration nominale d'exploitation avec un rechargement des cœurs par tiers tous les 18 mois ou par quart chaque année (suivant les différents paliers et centrales) et une irradiation moyenne du combustible proche de 45 000 MWj/tMLi, les 58 réacteurs français consomment environ 2 430 assemblages combustibles neufs par an pour un volume brut total proche de 500 m3,. La masse d'UO2 correspondante est de 1 364 tonnes pour 1 200 tonnes d'uranium environ. Un même nombre d'assemblages irradiés est dirigé vers les piscines d'entreposage et l'usine de retraitement.  
La masse de zirconium irradié contenue dans ces assemblages est proche de 321 tonnes par an pour un volume de métal de 49,3 m3/an. La masse d'acier inoxydable irradié avoisine 48 tonnes par an pour un volume de métal de 6,1 m3/an. Soit une masse totale de métal de 369 tonnes par an et un volume total de métal de 55,4 m3/an. 
Le volume net des coques et embouts après compactage et hors emballage ressort à 110 m3/an environ. Le volume total dans la situation finale de conditionnement en vue du stockage (emballage définitif compris) est de l'ordre de 144 m3/an (2,3 cm3/an/habitant) ; la masse avoisine 431 tonnes par an (6,8 g/an/habitant). Une autre évaluation donne 6,6 g/an/habitant . 
À plus long terme, on peut imaginer fusionner le zirconium, de façon à gagner davantage en volume. La question posée par le zirconium est compliquée par le fait que le zirconium 93, produit en faible quantité par activation des gaines mais également un peu par fission, est un corps radioactif à très longue durée de vie (1,53 million d'années). Toutefois, bien que des efforts soient faisables, le gain principal ayant été fait grâce au compactage, il semble exclu qu'on puisse diviser par plus de trois ces quantités.
Les déchets B contiennent 0,49 % de l'activité alpha et 2,4 % de l'activité bêta gamma de l'ensemble des déchets de la filière électronucléaire. Par différence avec les déchets C, les déchets B ne dégagent quasiment pas de chaleur.

## Autres déchets technologiques divers liés à l'exploitation des centrales et usines

Cycle du combustible nucléaire en France

### Généralités
Ces déchets, appelés également déchets de type A, sont constitués des produits chimiques, tenues de travail, outils, bétons, ferrailles, etc. . Il s'agit de matières très diverses, certaines sont très faiblement radioactives, voire exempts d'activité artificielle, mais se trouvent classées comme déchets radioactifs uniquement parce qu'elles proviennent d'un site, d'un bâtiment ou d’un local réputé contenir de la radioactivité (on appelle cela le « zonage déchet » sur les sites nucléaires). L'inexistence d'un seuil de libération dans la réglementation française ne contribue ni à l'optimisation des masses et volumes dirigés vers les déchets ni à la recherche de possibilités de recyclage. L'activité totale est inférieure à 1 MBq/g soit 27,03 Ci/tonne; l'activité alpha est inférieure à 0,1 Ci/tonne soit 3 700 Bq/g 

### Rebuts et stériles des mines d'uranium
Les rebuts de l'exploitation des mines d'uranium constitués des stériles et rebuts du traitement des minerais ne sont pas compris dans l'évaluation.

### Résidus de traitement de conversion de l'uranium
Les résidus de la conversion de l'uranium représentent environ un million de mètres cubes et contiennent cent mille milliards de Becquerels. Ils sont stockés sur le site de l'usine Orano Malvési dans la banlieue de Narbonne.

### Déchets d'exploitation des usines d'enrichissement
Le fonctionnement des usines d'enrichissement ne génère qu'assez peu de déchets soit 1 200 m3/an de déchets de faible et moyenne activité et à vie courte (FMA-VC) et déchets de très faible activité (TFA) qui s'imputent sur le total général donné ci-après.

### Déchets d'exploitation des usines de fabrication des combustibles
Le fonctionnement des usines de fabrication des combustibles occasionne environ 1 200 m3/an de déchets de faible et moyenne activité et à vie courte (FMA-VC) et déchets de très faible activité (TFA) qui s'imputent sur le total général donné ci-après.

### Déchets d'exploitation des centrales électrogènes
L'exploitation normale des 58 tranches électrogènes génère annuellement 4 400 m3 de déchets de faible et moyenne activité et à vie courte (FMA-VC)(75 m3 par tranche et par an) et 2 600 m3 de déchets de très faible activité (TFA) (45 m3 par tranche et par an) qui s'imputent sur le total donné ci-après.
Les déchets sont produits principalement lors des arrêts de tranches en vue du renouvellement du combustible.

### Déchets d'exploitation de l'usine de retraitement du combustible
D'une façon générale l'usine de retraitement du combustible est, par nature, l'installation du cycle du combustible qui génère la plus grande part des déchets d'exploitation en termes de radioactivité contenue puisque dans cette usine le combustible nucléaire est sorti de sa gaine étanche en zirconium pour être dissous dans l'acide nitrique. En outre, le tritium, les kryptons 84/85 (radioactifs) et 86, ainsi que les isotopes stables du xénon (131, 132, 134 et 136) (le xénon 133 de période 5,243 jours ayant disparu sous forme de césium 133 stable à l'état oxyde) présents parmi les PF se trouvent séparés et rejetés dans l'environnement sous contrôle et comptabilité (respect des quantités maximales autorisées).
Outre les conteneurs de déchets de type A et B qu'elle produit, l'exploitation normale de l'usine génère un volume annuel de déchets de faible et moyenne activité et à vie courte (FMA-VC) estimé à 2 300 m3/an qui s'imputent sur le total donné ci-après.

### Déchets générés par les activités de R&D du nucléaire
Les centres de recherche du CEA, notamment les recherches menées sur le combustible et les réacteurs expérimentaux sont également producteurs de déchets de faible activité à vie longue et déchets de très faible activité pour environ 400 m3/an qui s'imputent sur le total donné ci-après.

### Évaluation des masses et volumes
Le volume recensé aux paragraphes ci-dessus ressort à 1 200  + 1 200 + 7 000 + 2 300 + 400 = 12 100 m3
Compte tenu d'un volume de déchets divers, le volume total est actuellement de 15 000 m3/an (250 cm3/an/habitant), alors qu'il était du double il y a quelques années. La masse avoisine 56 400 tonnes par an, soit 940 g/an/habitant. Ils se répartissent entre les déchets de faible activité à vie longue et déchets de très faible activité. Ces réductions de production ont été possibles en raison des gros efforts faits par EDF pour réduire le volume et la masse de ces déchets. Il est difficile de fixer un seuil minimal. En outre, des ennuis d'exploitation peuvent augmenter transitoirement les quantités de déchets, le démantèlement des tranches électronucléaires sera l'occasion de constater une augmentation.

## Synthèse des quantités de déchets
Pour :
- une production d'électricité annuelle de 410 TWh
- une irradiation moyenne du combustible proche de 45 000 MWj/tMLi[Note 12]
- 1 200 tonnes de métal lourd consommé, déchargé, retraité par an
- 2 430 assemblages combustibles consommés, déchargés, retraités par an pour un volume brut total proche de 500 m3

| Type de déchets | Masse           | Masse                 | Volume            | Volume        | Colis (Nb/an et type) | Activité alpha | Activité bêta gamma | Destination stockage         |
| Type de déchets | Par hab. (g/an) | Total (tonnes par an) | Par hab. (cm3/an) | Total (m3/an) | Colis (Nb/an et type) | Activité alpha | Activité bêta gamma | Destination stockage         |
| --------------- | --------------- | --------------------- | ----------------- | ------------- | --------------------- | -------------- | ------------------- | ---------------------------- |
| C (HAVL)        | 5,65            | 360                   | 1,9               | 120           | 720 (CSD-V),          | 99,5 %         | 97,5 %              | géologique Cigéo[non neutre] |
| B (MAVL)        | 6,8             | 431                   | 2,3               | 144           | 800 (CSD-C),          | 0,49 %         | 2,4 %               | géologique Cigéo[non neutre] |
| A               | 940             | 56 400                | 250               | 15 000        | Divers                | 0,01 %         | 0,1 %               | surface ou subsurface        |